# Mohamed Salah
Mohamed Salah Ghaly (ara: مـحمـد صـلاح‎) (Basyoun, 15. lipnja 1992.) je egipatski nogometaš, koji trenutačno igra za engleski nogometni klub Liverpool.
Od 2011. godine nastupa za egipatsku nogometnu reprezentaciju. Profesionalnu karijeru je započeo u domovini. U 2012. godini je prešao u švicarski FC Basel, gdje je osvojio naslov prvaka. Nakon godinu i pol potpisuje ugovor s engleskom prvoligašem Chelseajom. Chelsea ga šalje na dvije posudbe, prvi u Fiorentinu a drugi u A.S. Romi. U srpnju 2016. godine je rimski klub aktivirao otkupnu klauzulu za Salaha, koji je tada prešao iz Chelseaja u Romu. U studenom 2016. godine je Salah postigao hat-trick za pobjedu Rome 3:0 protiv Bologne. 
Salah će se u srpnju 2017. pridružiti Liverpoolu. A.S. Roma će dobiti 42 milijuna eura plus osam milijuna u bonusima, a Egipćanin je potpisao do 2022. godine uz plaću od 5,5 milijuna eura godišnje. Na Anfieldu će Salah nositi broj 11 i postat će prvi Egipćanin u engleskom prvoligašu. Tranfserom u Liverpool, Salah je također postao najskuplji nogometaš s afričkog kontinenta. Za egipatsku reprezentaciju je odigrao preko 50 utakmica.
Od dolaska u klub, Salah se afirmirao kao jedan od najvažnijih igrača momčadi i jedan od najboljih napadača u engleskoj Premier ligi. Već u svojoj prvoj sezoni (2017./18.) Salah je s 32 postignuta pogotka postavio rekord Premier lige za najboljeg strijelca u nekoj sezoni s 38 kola. Te je sezone osvojio Zlatnu kopačku i bio proglašen za igrača godine prema izboru igrača (PFA Player of the Year).
S Liverpoolom je osvojio UEFA Ligu prvaka 2018./19.. U finalu je postigao pogodak protiv Tottenhama. Sljedeće sezone (2019./20.) bio je ključni dio ekipe koja je osvojila prvu klupsku titulu prvaka Engleske nakon 30 godina. 
Salah je višestruki dobitnik Zlatne kopačke Premier lige (2017./18., 2018./19., 2021./22., 2024./25.), a redovito je među najboljim strijelcima i asistentima lige. Poznat je po svojoj brzini, tehnici i sposobnosti postizanja golova s obje noge, kao i značajnoj ulozi u ofenzivnom sustavu momčadi menadžera Jürgena Kloppa.
Do srpnja 2025., Salah je postigao više od 200 pogodaka za Liverpool u svim natjecanjima, čime se svrstava među najboljih deset strijelaca u povijesti kluba.